# Mariano González Dueñas
Mariano González Dueñas (Valladolid, 8 de desembre de 1829 - 12 d'octubre de 1914) fou un empresari i polític espanyol, diputat a les Corts Espanyoles durant la restauració borbònica

## Biografia
Fou un dels creadors el 1879 de la banca P. Alfaro y Compañía, que finançarà diverses companyies ferroviàries, com la de Xàtiva a Alcoi i d'Alcoi a Gandia. Fou elegit diputat del Partit Liberal Fusionista pel districte d'Alcoi a les eleccions generals espanyoles de 1886. Fou nomenat fill adoptiu d'Alcoi mercè les gestions per a la construcció de l'Hospital de l'Oliver. També va fer donacions per al Museu de Belles Arts de Valladolid i a l'Hospital d'Esgueva.